# 서울강동경찰서
서울강동경찰서(서울江東警察署, Seoul Gangdong Police Station)는 서울특별시경찰청이 관할하는 경찰서 중 하나이다. 서울특별시 강동구 일원을 관할한다. 대한민국의 서울특별시 강동구 성내로 57 (성내동)에 위치하고 있다.
서장은 총경으로 보한다.

## 연혁
- 1978년 10월 5일: 강동경찰서 개서
- 1979년 10월 9일: 청사 준공
- 2015년 10월 8일: 신청사로 이전

## 조직
| - 부속실 - 청문감사관 - 경무과 - 생활안전과 | - 112종합상황실 - 여성청소년과 - 수사과 - 형사과 | - 교통과 - 경비과 - 정보보안과 |

## 관할 지구대 및 파출소
서울강동경찰서는 4개 지구대와 4개 파출소를 산하에 두고 있다.
| 명칭       | 사진 | 주소                     | 관할구역               | 치안센터                    |
| ---------- | ---- | ------------------------ | ---------------------- | --------------------------- |
| 천호지구대 |      | 구천면로 141 (천호동)    | 천호2·3·4동            | 천호2치안센터 천호3치안센터 |
| 길동지구대 |      | 천호대로187길 6 (길동)   | 길동                   | 길2치안센터                 |
| 암사지구대 |      | 고덕로 137 (암사동)      | 암사1·2·3·4동, 천호1동 | 암사3치안센터 천호1치안센터 |
| 성내지구대 |      | 성내로 33 (성내동)       | 성내1·2·3동            | 성내3치안센터 성내2치안센터 |
| 강일파출소 |      | 아리수로91길 20 (강일동) | 강일동, 상일동         | 상일치안센터                |
| 명일파출소 |      | 동남로 895 (명일동)      | 명일1·2동              | 명일치안센터                |
| 둔촌파출소 |      | 진황도로 239 (둔촌동)    | 둔촌1·2동              | 둔촌1치안센터               |
| 고덕파출소 |      | 고덕로61길 61 (고덕동)   | 고덕1·2동              | 고덕치안센터                |

## 같이 보기
- 서울특별시경찰청